# Великий син Імператора

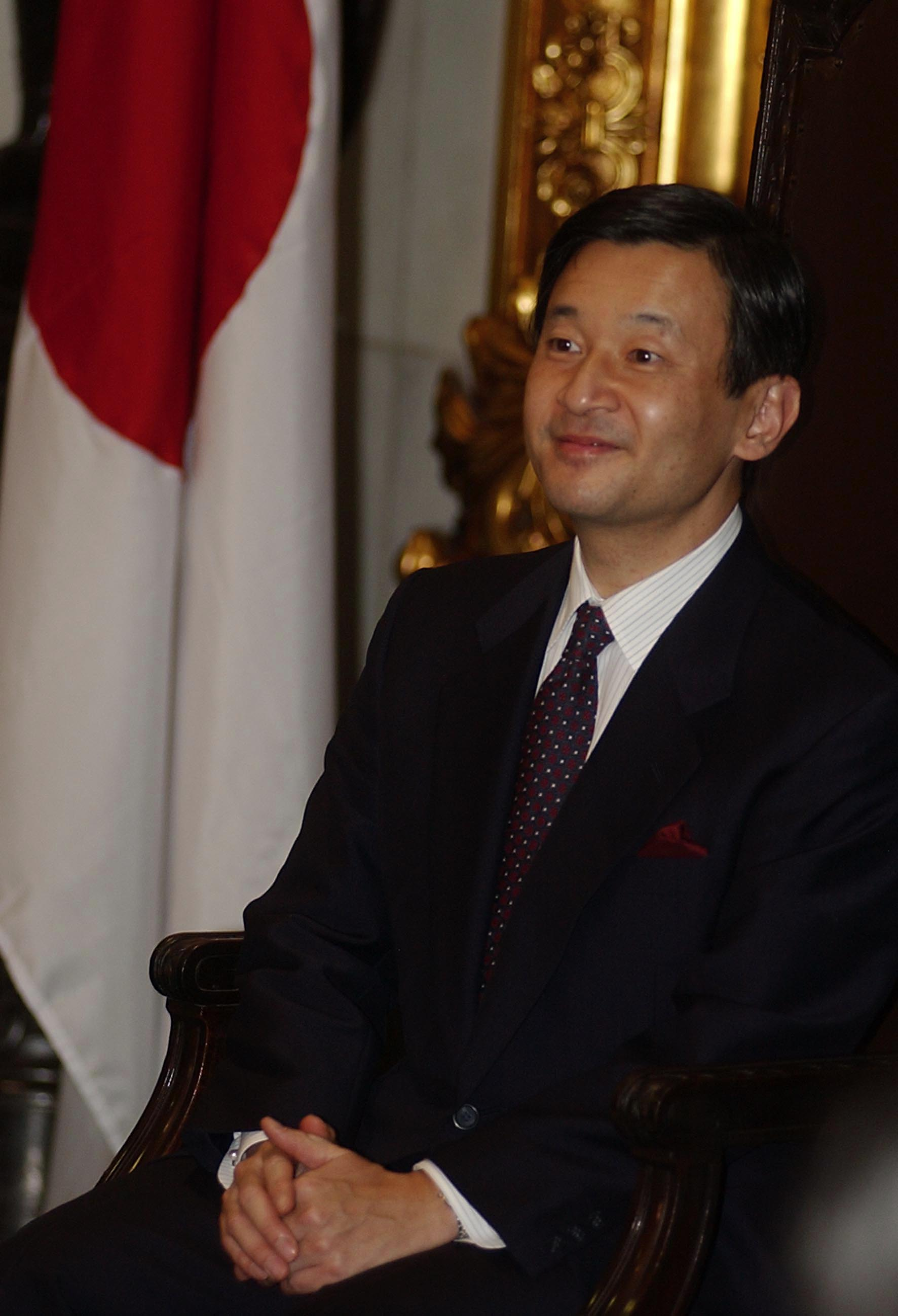
Нарухіто під час визиту до Бразилії 2008 року, коли він носив титул Великого сина Імператора.

Великий син Імператора (яп. 皇太子, こうたいし, котайсі) — титул спадкоємця престолу Імператора Японії, сина правлячого Імператора.
Спадкоємець Хризантемового трону, який є онуком правлячого Імператора, має титул Великого онука Імператора (яп. 皇太孫, こうたいそん, котайсон)

## Короткі відомості
Перші згадки про титул «Великий син Імператора» датуються 7 століттям. До цього для позначення спадкоємця престолу використовувався титул «Великий брат» (яп. 大兄, おおえ, ое). Проте він не був тотожним пізнішому титулу «Великий син Імператора», оскільки останній міг належати лише одній особі, а титул «Великий брат» надавався багатьом вибраним синам монарха.
Синонімами «Великого сина Імператора» виступали «Східний палац» (яп. 東宮, とうぐう, тоґу), «Весняний палац» (яп. 春宮, はるのみや, харуномія) або «Великий Син» (太子, たいし, тайсі). Спочатку титул надавався улюбленому синові Імператора Японії, проте з 12 — 13 століття його отримує старший син монарха.
Згідно з чинним Законом про Імператорський Дім від 1949 року син Імператора, який є його спадкоємцем, називається Великим сином Імператора (Стаття 8). Він є членом Імператорської родини Японії і після прийняття титулу не має права відмовлятися від нього з власної волі (Стаття 11.2). У випадку встановлення регентства Великий син Імператора має право першим обійняти цю посаду (Стаття 17.1.1). Якщо він неповнолітній і регентом стає інша особа з Імператорської родини, то вона має поступитись на посаді Великому синові Імператора після досягнення ним повноліття (Стаття 19.2). Він вважається повнолітнім у 18 років (Стаття 22).
За відсутності Великого сина Імператора, спадкоємцем виступає Великий онук Імператора (Стаття 8). Положення Закону, які стосуються Великого сина Імператора, так само застосовуються щодо Великого онука Імператора.
В історіографії титул «Великий син Імператора», зазвичай, перекладається німецьким словом «кронпринц», якщо мова йдется про вестернізовану Японію 19 — 20 століття. У наукових працях, що присвячені традиційній Японії, такий переклад зустрічається рідко. Переважно вживається «Великий син Імператора» або «Котайсі». Переклад «кронпринц» є невдалим, оскільки нівелює різницю між Великим сином Імператора та Великим онуком Імператора.
Із 23 лютого 1991 року до 22 жовтня 2019 року (сходження на престол) титул Великого сина Імператора носив Нарухіто.
9 червня 1993 року він одружився з Масако Овада. Єдина дитина цієї пари, Айко, принцеса Тосі, народилася 1 грудня 2001 року.